# Ikunuhkahtsi
Ikunuhkahtsi (All Comrades), udruga tajnih društava kod prerijskih Indijanaca plemenskog saveza Blackfoot. Sastoji se od desetak društava stupnjevana dobnim razredima. Članovi mlađih društava nakon nekoliko godina prelaze u starije razrede. Cilj mu je jednim dijelom potaknuti hrabrost u ratu, ali glavna mu je svrha da se provedu naredbe poglavice i kazne djela protiv plemena u cjelini.

## Popis društava
- Einake, (catchers, ili soldiers)[2]
- Emitaks (E'-mi-taks, dogs), starci[3]
- Etskainah (Ēts-kai'-nah, 'horns').[4]
- Issui (Is′-sui, tails that can be seen from the front, u aluzija na bizona, rep nošen na boku. Wissler)[5]
- Knatsomita,[6]
- Kukkuiks[7]
- Mastohpatakiks[8]
- Mutsiks,
- Sinopah, Sin'-o-pah, Kit-foxes)[9]
- Stumiks  (bulls)[10]
- Tsistiks[11]
- Tuiskistiks[12]